# Vincenzo Pallavicini
Vincenzo Pallavicini (Brescia, finals del segle xviii – després del 1766) fou un compositor italià.
Va ser mestre de capella del Conservatori degli incurabili de Venècia, ciutat en la qual s'estrena la seva òpera Lo Speziale el 1755.